# 金時學
金時學（김시학，1932年3月22日—），出生於平壤市，是已退休的北韓政治家，曾擔任金日成高級黨校校長、最高人民會議代議員、代議員資格審查委員會委員及黨組織指導部部長等要職，是金日成和金正日的親信。

## 生平
金時學於萬景臺革命學院、金日成綜合大學、布拉克工學院和莫斯科國立大學畢業。1956年11月出任外國文學科委員會委員。此後直至1970年才再次有他的消息。這時，他已成為朝鮮勞動黨中央委員會委員兼副長，並獲委任為朝鮮社會主義勞動青年同盟委員長。翌年，首次當選為最高人民會議代議員，又出任中央廣播委員會委員長。1975年，成為朝鮮記者同盟副委員長。1980年，連任黨中央委員會委員及部長一職。1982年，獲得金日成勳章，並事隔5年再度當選最高人民會議代議員，此後一直成為連任，直到2009年最後一次當選。1984年，獲留任為黨中央委員會委員及部長。1992年，出任朝鮮勞動黨組織指導部部長。1994年，金日成離世後被委任為治葬委員會成員。
金正日當上最高領導人人後，金時學依然得到器重。1996年，被起用為勞動黨申訴室室長。1998年，除繼續出任黨中央委員和部長外，還被推舉為責任秘書。2003年，擔任代議員資格審查委員會委員。次年，被委派到金日成高級黨校當校長。2010年，先後離任黨校校長及黨中央委員。金時學至少育有一子，名為金景俊，於金日成綜合大學畢業。

## 資料來源
1. 1 2 3 4 5 6  . 북한자료센터.   [2017-10-31]. （原始内容存档于2019-07-01）.
2. 1 2 3 4 5 6 7 8  . Ministry of Unification.   [2017-10-31]. （原始内容存档于2017-11-10）.
3. ↑  . RFA. 2016-02-02  [2017-10-31]. （原始内容存档于2016-04-05）.